# 10-та танкова дивізія (Третій Рейх)
10-та танкова дивізія (Третій Рейх) (нім. 10. Panzer-Division) — танкова дивізія Вермахту в роки Другої світової війни.

## Історія
10-та танкова дивізія була сформована 1 квітня 1939 в Празі на території так званого протекторату Богемії і Моравії.

## Райони бойових дій та дислокації дивізії
- Протекторат Богемії і Моравії (квітень — вересень 1939);
- Польща (вересень — листопад 1939);
- Німеччина (листопад 1939 — травень 1940);
- Франція (травень — листопад 1940);
- Німеччина (листопад 1940 — червень 1941);
- Східний фронт (північний напрямок) (червень 1941 — квітень 1942);
- Франція (травень — листопад 1942);
- Туніс (грудень 1942 — травень 1943).

## Командування

### Командири
- генерал-майор Георг Гавантка (нім. Georg Gawantka) (1 травня — 14 липня 1939);
- генерал-лейтенант Фердинанд Шаль (нім. Ferdinand Schaal) (16 липня — 4 вересня 1939);
- генерал-майор Горст Штумпф (нім. Horst Stumpff) (5 — 26 вересня 1939);
- генерал-лейтенант Фердинанд Шаль (27 вересня 1939 — 2 серпня 1941);
- генерал-лейтенант Вольфганг Фішер (нім. Wolfgang Fischer) (2 серпня 1941 — 1 лютого 1943, загинув у бою);
- генерал-лейтенант барон Фрідріх фон Бройх (нім. Friedrich Freiherr von Broich) (1 лютого — 12 травня 1943).

## Нагороджені дивізії
Нагороджені дивізії
Нагороджені Сертифікатом Пошани Головнокомандувача Сухопутних військ для військових формувань Вермахту за збитий літак противника
- 16 травня 1942 — ремонтна рота 3-го батальйону 90-го артилерійського полку за дії 14 грудня 1941 (88).

|  | Кавалери Золотого Німецького Хреста                                                                      | 45                                                                                                  |
|  | Кавалери Лицарського хреста Залізного хреста з Дубовим листям                                            | 2 (№ 152 генерал-лейтенант Вольфганг Фішер — 09.12.1942 № 219 гауптман Гельмут Гудель — 02.04.1943) |
|  | Кавалери Лицарського хреста Залізного хреста                                                             | 19                                                                                                  |
|  | Кавалери Почесної Відзнаки Сухопутних військ «Почесна пряжка на орденську стрічку для Сухопутних військ» | 7                                                                                                   |

- Нагороджені Сертифікатом Пошани Головнокомандувача Сухопутних військ (3)

## Бойовий склад 10-ї танкової дивізії
- штаб дивізії
- 10-та мотопіхотна бригада:
  - 69-й мотопіхотний полк
  - 86-й мотопіхотний полк
- 4-та танкова бригада:
  - 7-й танковий полк
  - 8-й танковий полк
- 90-й моторизований артилерійський полк
- 90-й полк самохідної артилерії
- 90-й танковий розвідувальний батальйон
- 49-й інженерно-саперний батальйон
- 90-й танковий батальйон зв'язку
- 90-й інтендантський загін

- штаб дивізії
- 10-та мотопіхотна бригада:
  - 69-й мотопіхотний полк
  - 86-й мотопіхотний полк
  - 706-та важка артилерійська батарея
- 4-та танкова бригада:
  - 7-й танковий полк
  - 8-й танковий полк
- 90-й артилерійський полк
- 90-й розвідувальний батальйон
- 90-й винищувально-протитанковий дивізіон
- 49-й інженерно-саперний батальйон
- 90-й батальйон зв'язку
- 90-й інтендантський загін

- штаб дивізії
- 7-й танковий полк
- 69-й танково-гренадерський полк
- 86-й танково-гренадерський полк
- 90-й моторизований артилерійський полк
- 90-й танковий розвідувальний батальйон
- 49-й батальйон самохідної артилерії
- 49-й інженерно-саперний батальйон
- 302-й зенітний дивізіон
- 10-й мотоциклетний батальйон
- 90-й батальйон зв'язку
- 90-й інтендантський загін
- 90-й навчальний батальйон

- штаб дивізії
- 7-й танковий полк
- 10-та панцергренадерська бригада
  - 69-й панцергренадерський полк
  - 86-й панцергренадерський полк
- Панцергренадерський полк «Герман Герінг»
- 90-й артилерійський полк
- 10-й розвідувальний батальйон
- 302-й зенітно-артилерійський дивізіон
- зенітно-артилерійський загін Люфтваффе «Бомер»
- 90-й протитанковий дивізіон
- 1-ша батарея 242-го дивізіону штурмових гармат
- 49-й саперний батальйон
- 90-й батальйон зв'язку
- 90-й навчальний батальйон
- частини тилу
  - дивізійний моторизований батальйон постачання
  - дивізійне моторизоване управління продовольчого постачання
  - моторизована санітарна рота
  - моторизований взвод санітарних машин
  - моторизована хлібопекарська рота
  - моторизований авторемонтний взвод
  - моторизоване відділення фельджандармерії
  - моторизована польова пошта